# Liste der Stolpersteine in Berlin-Niederschöneweide
Die Liste der Stolpersteine in Berlin-Niederschöneweide enthält die Stolpersteine im Berliner Ortsteil Niederschöneweide im Bezirk Treptow-Köpenick, die an das Schicksal der Menschen erinnern, die im Nationalsozialismus ermordet, deportiert, vertrieben oder in den Suizid getrieben wurden. Die Tabelle erfasst 6 Stolpersteine und ist teilweise sortierbar; die Grundsortierung erfolgt alphabetisch nach dem Familiennamen.
| Bild | Name                  | Adresse und Koordinate ()          | Adresse und Koordinate () | Verlegedatum       | Leben |
| ---- | --------------------- | ---------------------------------- | ------------------------- | ------------------ | --- |
|      | Otto Dunkel           | Spreestraße 1 Ecke Schnellerstraße | 52.456259 13.51128        | 28. Juli 2005      | Otto Dunkel, geboren am 9. April 1889 bei Templin war als Steinholzleger in Rüstungsbetrieben tätig, wobei er Kurierdienste für verschiedene Widerstandsgruppen übernahm und in den Mechanischen Werkstätten in Neubrandenburg leitete. Er wurde Ende Mai 1942 von der Gestapo verhaftet und kam in das KZ Neuengamme. Bei der Auflösung des Konzentrationslagers geriet er auf die Cap Arcona und starb am 3. Mai 1945 bei der Versenkung des Schiffes. In Berlin-Johannisthal wurde 1945 die „Otto-Dunkel-Schule“ nach ihm benannt, eine Gedenktafel in der Spreestraße angebracht und die Betriebskampfgruppe der Neubrandenburger Reifenwerke trug seinen Namen, ebenso wie der Veteranenclub der Spreestraße und der „Otto-Dunkel-Chor“. Der Stein wurde nur einen Tag nach seiner Verlegung gestohlen. Am 28. Oktober 2005 wurde ein neuer Stein verlegt. Der Stein liegt vor dem Eingang des Geschäfts in dem Eckhaus. |
|      | Margarete Friedmann   | Schnellerstraße 97/98              | Welt-Icon                 | 23. September 2024 | |
|      | Ludwig Friedmann      | Schnellerstraße 97/98              | Welt-Icon                 | 23. September 2024 | Ludwig Friedmann wurde 1884 geboren. Lange Jahre arbeitete er als leitender Angestellter bei der AEG. Im Jahr 1943 wurde er verhaftet und in das Arbeitserziehungslager Wuhlheide deportiert. Dort starb er an den Folgen der Zwangsarbeit am 2. April 1943. |
|      | Marie Rosa Jokl       | Brückenstraße 1                    | 52.456526 13.510472       | 24. Mai 2022       | Marie Rosa Jokl, geboren am 16. April 1868 in Wien, wuchs im kaiserlichen weltstädtischen Wien des 19.Jahrhunderts auf. Nach ihrer Hochzeit zog sie mit ihrem Ehemann in dessen Wohnort Hullein in Mähren. Um 1925 herum kam sie zu ihrer Tochter nach Berlin. Dort wohnte sie bis zu ihrer Deportation am 3. Oktober 1942 in das KZ Theresienstadt, wo sie am 1. Februar 1943 starb. |
|      | Anne Marie Jottkowitz | Köllnische Straße 47               |                           | 27. Januar 2025    | |
|      | Benno Jottkowitz      | Köllnische Straße 47               |                           | 27. Januar 2025    | |